# HD 75759
HD 75759，又名CD-41 4560，SAO 220552、HR 3525，是一颗恒星，视星等为6，位于銀經262.8，銀緯1.25，其B1900.0坐标为赤經8h 46m 42.6s，赤緯-41° 1.25′ 59″。